# Olios ventrosus
Olios ventrosus là một loài nhện trong họ Sparassidae.
Loài này thuộc chi Olios. Olios ventrosus được Hercule Nicolet miêu tả năm 1849.